# Niecy Nash
Niecy Nash (nacida como Carol Denise Ensley, 23 de febrero de 1970) es una actriz y comediante estadounidense. Es conocida principalmente por su papel como Deputy Raineesha Williams en la serie Reno 911!.

## Biografía
Nash nació en Palmdale, California. Además de su ocupación como actriz, es portavoz de la M.A.V.I.S., fundada por su madre tras la muerte en un tiroteo en la escuela de Michael, hermano de Niecy. El objetivo de esta organización es informar al público acerca de la violencia en los campus escolares. Nash se graduó en Dominguez Hills, una universidad estatal de California. Estuvo casada durante trece años con Don Nash, la pareja se divorció en junio de 2007. Tuvieron tres hijos.
Niecy Nash es conocida por su interpretación de la atrevida policía Raineesha Williams en el show Reno 911!. Además es anfitriona de Clean House, presta su voz a Mrs. Boots en la serie animada Slacker Cats y hace de Rhonda, junto a Jerry O'Connell, en la sitcom de FOX Do Not Disturb.
Ha aparecido como invitada en The Bernie Mac Show interpretando a Bonita, la hermana de Bernie. En 2006, comenzó a trabajar como corresponsal para The Tonight Show con Jay Leno.

## Vida personal
Nash estuvo casada durante 13 años con Don Nash, un ministro ordenado, antes de solicitar el divorcio en junio de 2007. Tienen tres hijos juntos.
En septiembre de 2010, Nash se comprometió con Jay Tucker. Nash participó en un reality show de TLC que siguió a los preparativos para la boda. Se casaron el sábado 28 de mayo de 2011 en Church Estate Vineyard en Malibú. El 30 de octubre de 2019, Nash anunció su divorcio pendiente de Tucker a través de una publicación de Instagram.  El divorcio finalizó el 10 de marzo de 2020.
El 29 de agosto de 2020, Nash se casó con la cantante Jessica Betts.

## Filmografía

### Cine
- Boys on the Side (1995)
- Cookie's Fortune (1999)
- The Bachelor (1999)
- Malibu's Most Wanted (2003)
- Hair Show (2004)
- Jepardee! (2005)
- Guess Who (2005)
- Here Comes Peter Cottontail: The Movie (2005) (voz)
- Code Name: The Cleaner (2007)
- Reno 911!: Miami (2007)
- Cook-Off! (2007)
- Dr. Seuss' Horton Hears a Who! (2008)
- G-Force (2009)
- Not Easily Broken (2009)
- The Proposal (2009)
- Walk of Shame (2014)
- Selma (2014)
- Origin (2023)[8]

### Televisión
- Popular
- CSI: Crime Scene Investigation (Snuff Film Manager) (tercera temporada, episodio 8, "Snuff")
- One on One (Darla, un episodio, 2001)
- Reba (Maya, un episodio, 2002)
- Reno 911! (2003-09; 2020-presente)
- Clean House (anfitriona) (2003)
- Bernie Mac Show (Bonita) (2003)
- Kid Notorious (2003) (voz) (9 episodios)
- Monk (2004)
- Es Tan Raven (Madame Cassandra, 2004)
- Slacker Cats (Mrs. Boots) (2007-09)
- American Dad!  Lorraine / Angel / Patty LaBelle (voz) (6 episodios) (2007-12)
- Do Not Disturb (Rhonda) (3 episodios) (2008)
- The Mighty B!  (Miriam Breedlove) (voz) (2 episodios) (2008)
- Chocolate News  Trina Harper (Episodio 2) (2008)
- Dancing with the Stars Ella misma (2010)
- Gary Unmarried (2 episodios) (2010)
- Rupaul's Drag Race (Ella misma) (episodio:The Snatch Game) (2010)
- The Cleveland Show (Janet, un episodio) (2010)
- Scream Queens (serie de televisión) (2015-2016)
- Speechless (serie de televisión) (2017)
- Claws (Desna Simms, personaje principal) (2017)
- Yo nunca (Dra. Jamie Ryan) (2020-2023)
- Dahmer (Glenda Cleveland) (2022)[9]
- Grotesquerie (Lois Tryon)(2024)